# La revolución: Live Volume Special Edition
La Revolución: Live es el segundo álbum en vivo del dúo puertorriqueño de reguetón Wisin & Yandel. El CD consta del recital dado en El Coliseo de Puerto Rico. El álbum tiene 11 canciones interpretadas en vivo por Wisin & Yandel desde su álbum La revolución, así como algunos de los éxitos clásicos y también cuenta con cinco canciones inéditas (Irresistible, Estoy Enamorado, Vamos A Pasarla Bien, La Reunión De Los Vaqueros y Tumbao) y un remix con T-Pain (Reverse Cowgirl).
El álbum había sido planeado para ser lanzado el 20 de julio, pero debido al lanzamiento de la canción “Irresistible” (que no se pensaba incluir en el disco), fue aplazada la fecha para el 17 de agosto, pero después fue cambiado al 14 de septiembre y ahora al 21 de septiembre.

## Sencillos
- El primer sencillo oficial del álbum es el tema "Estoy Enamorado".[7] Este tema fue lanzado el 19 de julio de 2010 en radios en toda Latinoamérica y disponible en descarga digital a partir del 27 de julio.[8]
 El video de este tema fue estrenado el 19 de agosto en una conferencia[9] y publicado en la página oficial de Wisin & Yandel el 20 de agosto.[10] En él se muestra una historia, en la que una pareja es separada por las leyes migratorias del estado de Arizona;[11][12] Wisin & Yandel muestran su inconformidad al final del video mostrando la siguiente nota:[13]

“Creemos en la protección de los derechos de todo ser humano. La Ley SB1070 representa una violación de esos derechos y una injusticia contra la integridad de nuestras comunidades. En nuestra unión esta la fuerza. Unámonos. Recuerda en este mundo todos somos iguales!”
- Otro sencillo promocional de este álbum es el tema "Irresistible", incluido en la banda sonora de la película "Step Up 3D" y que fue lanzado en radios el 11 de junio de 2010.[14]
 El video del tema fue estrenado el 19 de julio a través de la página oficial de Wisin & Yandel,[15] en el video se muestra en su mayoría escenas de la película "Step Up 3D".[16] Este tema fue lanzado en descarga digital junto al tema "Estoy enamorado" el 27 de julio[17] al igual que la banda sonora de Step Up 3D.

## Edición especial
1. La Revolución (Intro) (En Vivo) 6:55
2. Quítame El Dolor (En Vivo) 3:20
3. Pam Pam(En Vivo) 3:39
4. Encendió (En Vivo) 3:40
5. Pegao (En Vivo) 2:57
6. Ahora Es (En Vivo) 2:58
7. Ella Me Llama (Feat. Akon)(En Vivo) 5:07
8. All Up 2 You (Feat. Akon & Romeo) (En Vivo) 3:54
9. Noche de Sexo (En Vivo) 3:21
10. He Querido Quererte (En Vivo) (solo por Franco El Gorila & Tico El Inmigrante)
11. Psiquiátrica Loca (En Vivo) (solo por Franco El Gorila & Tico El Inmigrante)
12. Suave & Lento (En Vivo) (feat. Jowell & Randy, Franco El Gorila & Tico El Inmigrante)
13. Descará (Feat. Yomo) (En Vivo)
14. Prrum (Feat. Cosculluela) (En Vivo)
15. Siguelo (En Vivo)
16. Dame Un Poquito De Eso (En Vivo)
17. Dime Que Te Paso (En Vivo)
18. Gracias a Ti (En Vivo)
19. Lloro por Ti (Feat. Enrique Iglesias) (En Vivo)
20. Yo Te Quiero (En Vivo)
21. Besos Mojados (En Vivo)
22. Imagínate (En Vivo)
23. Mírala Bien (En Vivo)
24. Rakata  (En Vivo)
25. Permítame  (En Vivo)
26. Sexy Movimiento (En Vivo)
27. Te Siento (En Vivo)
28. Me estás tentando (En Vivo)
29. Abusadora  (En Vivo)
30. Estoy enamorado (audio)
31. Tumbao (audio)
32. La Reunión De Los Vaqueros (Feat. Cosculluela, Tego Calderón, Franco "El Gorila" y De La Ghetto) (audio)
33. Irresistible (audio) (
34. Vamos a pasarla bien (audio)
35. Cowgirl remix (feat. t-pain) (audio)
36. Zun zun (audio)
37. Se acabó (feat.tito el bambino)(audio)
38. Tomando el control (feat.gadiel y jayko)(audio)
39. Uy,uy,uy
40. No Dejemos Que se Apague (feat.t-pain y cent 50 (audio) (Bonus Track)

DVD
1. La Reunión De Los Vaqueros (Behind The Scene)
2. La Reunión De Los Vaqueros (Feat. Cosculluela, Tego Calderón, Franco "El Gorila" y De La Ghetto) (Video)
3. Estoy Enamorado (Video)